# أغ غل
أغ غل هي قرية في مقاطعة ماكو، إيران. عدد سكان هذه القرية هو 1,034 في سنة 2006.